# 新靜岡車站
新靜岡車站（日语：／ Shin-shizuoka eki */?）是一位於日本靜岡縣靜岡市葵區鷹匠1丁目1番1號，由靜岡鐵道（靜鐵）所經營的鐵路車站。新靜岡車站是該公司所屬的靜岡清水線之起點車站，車站本身是與被稱為「新靜岡中心」（新静岡センター）的綜合商業大樓共構，其中大樓八樓是靜岡鐵道總公司所在之處。
新靜岡車站在設站之初（1908年時）原名鷹匠町車站，直到1954年時才改為現名。其與東海旅客鐵道（JR東海）所屬的靜岡車站（東海道本線與東海道新幹線）之間僅有約七分鐘左右的步行距離，因此也是JR路線系統與靜鐵之間主要的轉車站。
2018年9月7日，在新靜岡車站附近設置了「櫻桃小丸子」渠蓋，該渠蓋為作者櫻桃子為靜岡市設計的兩塊渠蓋之一，然而櫻桃子本人於該渠蓋設置前的8月15日病逝，成為遺作之一，故此靜岡市長田邊信宏在渠蓋設置前為悼念櫻桃子而進行默哀。

## 外部連結
- （日語）新靜岡中心